# يوسوك هاتاناكا
يوسوك هاتاناكا (باليابانية: 畑中勇介؛ بالكانا: はたなか ゆうすけ) هو دراج ياباني، ولد في 21 يونيو 1985 في طوكيو في اليابان.

## وصلات خارجية
- يوسوك هاتاناكا على موقع الاتحاد الدولي للدراجات (الإنجليزية)
- يوسوك هاتاناكا على موقع أرشيف الدراجات (الإنجليزية)
- يوسوك هاتاناكا على موقع إحصائيات الدراجات الإحترافية (الإنجليزية)
- يوسوك هاتاناكا على موقع نسبة الدراجات (الإنجليزية)
- يوسوك هاتاناكا على موقع CycleBase (الإنجليزية)